# 亞洲運動會敘利亞代表團
敘利亞於1978年首度參加亞洲運動會，也是亞洲奧林匹克理事會的西亞區成員。敘利亞的國家奧會是成立於1948年的敘利亞奧林匹克委員會。敘利亞於1978年亞運會贏得首面金牌。